# 霍莉·鲁宾逊
霍莉·鲁宾逊（英語：Holly Robinson，1994年12月10日—），新西兰女子田径运动员。她曾代表新西兰参加2012年、2016年和2020年夏季残疾人奥林匹克运动会田径比赛，获得一枚金牌和一枚银牌。